# الكاراتيه في الألعاب الإفريقية 2015
الكاراتيه في 2015 الألعاب الإفريقية في برازافيل في الفترة ما بين 04-06 سبتمبر، 2015.

## النتائج
| - Manal Kamilia Hadj Said (الجزائر) - Sarah Sayed (مصر) - Maxine Willemse (جنوب أفريقيا) - Sylvie Viviane Ambani (الكاميرون) - Lydia Besbes (ALG) - Lame Hetanang (BOT) - رضوى سيد (EGY) - Cynthia Oyono Nisame (GAB) - Yasmin Attia (EGY) - Mariane Ndiaye (SEN) - Mylene Oceanne Ganiero (BEN) - Thato Malunga (BOT) - جيانا فاروق (EGY) - Saïda Djedra (ALG) - Rosine Joelle Tchuako (CMR) - Boutheina Hasnaoui (TUN) - لمياء معطوب (ALG) - Meghan Booyens (RSA) - Merilynn Manthe (BOT) - Radwa Abdelsalam (EGY) - Mame Fatou Thiaw (SEN) - Imene Atif (ALG) - Nina Youlou (CGO) - Aissa Faten (TUN) - الجزائر - مصر - بوتسوانا - نيجيريا - الجزائر - السنغال - نيجيريا - مصر | - Ahmed Shawky (EGY) - Outis Mouad (ALG) - Michael Du Plessis (RSA) - Ofentse Bakwadi (BOT) - Innocent Okemba (CGO) - عبد الكريم بوعمرية (ALG) - Balungile Ngcofe (RSA) - Nader Azzouzi (TUN) - Abdelatif Benkhaled (ALG) - Dieudonne Mba Minisa Dany (GAB) - علي الصاوي (EGY) - Jan Adriann Booyens (RSA) - عمر عبد الرحمن (EGY) - Sandile Makgwali (RSA) - Adonai Mayinguidi (CGO) - El Hadji Ibrahima Mbaye (SEN) - Innocent Yves Andegue Mbia (CMR) - Mouâd Achache (ALG) - Diego Mez Davy (CGO) - Mouhamed Diagne (SEN) - Dualde Malonga Kiminou (CGO) - Ahmed Elasfar (EGY) - Ali Amin Adel Soliman (LBA) - Etienne Martial Nonagni Bayomog (CMR) - مصر - الجزائر - جنوب إفريقيا - جمهورية الكونغو - مصر - الجزائر - جمهورية الكونغو - السنغال |

## ميداليات
| نوع المنافسة    | مدالية ذهبية                           | ميدالية فضية                      | ميدالية برونزية                                                  |
| --------------- | -------------------------------------- | --------------------------------- | ---------------------------------------------------------------- |
| كاتا فردية      | مصر أحمد شوقي                          | الجزائر محمد عطيوى                | جنوب إفريقيا مايكل دو بليسيس بوتسوانا بكوادي اوفانتي             |
| كاتا فريق       | مصر                                    | الجزائر                           | جنوب إفريقيا بوتسوانا                                            |
| كيميتي 60 كلغ   | جمهورية الكونغواينوسونت اوكينبا        | الجزائر عبد الكريم بواموريا       | تونس نادر عزوزي جنوب إفريقيا بالونجيلي نيكوفاس                   |
| كيميتي 67 كلغ   | الجزائر عبد اللطيف بن خالد             | الغابون داني ديودونيه آميا مينيزا | مصر علي الصاوي · جنوب إفريقيا يناير أدريان بووايا                |
| كيميتي 75 كلغ   | مصر عمر عبد الرحمن                     | جنوب إفريقيا سانديل موالي         | جمهورية الكونغو أدوناي مويينغادي                                 |
| كيميتي 84 كلغ   | الكاميرون انوسونت إيفو انديجيم مبيا    | الجزائر معوض عشاش                 | جمهورية الكونغو ديفي دييغو ماس السنغال محمد دياني                |
| كوميتيه+ 84 كلغ | جمهورية الكونغو دوهالدي مالونغا كيمينو | مصر أحمد الأصفر                   | ليبيا عادل امين علي سليمان الكاميرون اتيان مرسيار نوناين دايوموغ |
| كيميتي فرق      | مصر                                    | الجزائر                           | جمهورية الكونغو · السنغال                                        |

### نساء
| نوع المنافسة   | ميدالية ذهبية                   | ميدالية فضية                      | ميدالية برونزية                                |
| -------------- | ------------------------------- | --------------------------------- | ---------------------------------------------- |
| كاتا فردية     | الجزائر منال الحاج سعيد كاميليا | مصر سارة سيد                      | جنوب إفريقيا ماكسين ويلامس                     |
| كاتا جماعي     | الجزائر                         | مصر                               | بوتسوانا نيجيريا                               |
| كيميتي 50 كلغ  | الجزائر ليديا بسبس              | بوتسوانا لام ايتانو               | مصر رضا سيد الغابون سينتيا نيسام أيونو         |
| كيميتي 55 كلغ  | مصر روان كرم                    | السنغال داني ديودونيه آميا مينيزا | بنين أسيان ميلين غاميرو بوتسوانا ثاتو مالونقا  |
| كيميتي 61 كلغ  | مصر جانا لطفي                   | الجزائر سعدة جدرة                 | الكاميرون روزين جويل تشوكو تونس بثينة الحسناوي |
| كيميتي 68 كلغ  | الجزائر معطوب لمياء             | جنوب إفريقيا ميغان بووايا         | بوتسوانا ميريلين مونت مصر رضوى عبد السلام      |
| كيميتي+ 68 كلغ | السنغال مام فاتو تياو           | الجزائر إيمان عاطف                | جمهورية الكونغو نينا يولو تونس فاتن عيسى       |
| كيميتي فرق     | الجزائر                         | السنغال                           | نيجيريا · مصر                                  |

## جدول الميداليات
| المرتبة | الدولة          | ميدالية دهبية | ميدالية فضية | ميدالية برونزية | المجموع |
| ------- | --------------- | ------------- | ------------ | --------------- | ------- |
| 1       | الجزائر         | 6             | 7            | 0               | 13      |
| 2       | مصر             | 6             | 3            | 4               | 13      |
| 3       | جمهورية الكونغو | 2             | 0            | 5               | 7       |
| 4       | السنغال         | 1             | 2            | 3               | 6       |
| 5       | الكاميرون       | 1             | 0            | 3               | 4       |
| 6       | جنوب إفريقيا    | 0             | 2            | 5               | 7       |
| 7       | بوتسوانا        | 0             | 1            | 4               | 5       |
| 8       | الغابون         | 0             | 1            | 1               | 2       |
| 9       | تونس            | 0             | 0            | 3               | 3       |
| 10      | نيجيريا         | 0             | 0            | 2               | 2       |
| 11      | بنين            | 0             | 0            | 1               | 1       |
| 12      | ليبيا           | 0             | 0            | 1               | 1       |
| 13      | المجموع         | 16            | 16           | 32              | 64      |